# Chris Smalling
Christopher Lloyd Smalling (sinh ngày 22 tháng 11 năm 1989) là một cầu thủ bóng đá người Anh hiện đang thi đấu cho câu lạc bộ A.S. Roma tại Serie A và đội tuyển bóng đá quốc gia Anh ở vị trí trung vệ.
Thời niên thiếu, Smalling thi đấu cho học viện Millwall trước khi gia nhập câu lạc bộ Maidstone United. Tháng 5 năm 2008, anh gia nhập Middlesbrough. Tuy nhiên, ngay sau khi gia nhập Middlesbrough, Smalling đã hủy hợp đồng với câu lạc bộ vì nhớ nhà. Ngay sau đó, vào tháng 6 năm 2008, anh ký hợp đồng với câu lạc bộ Premier League Fulham. Smalling có trận đấu chuyên nghiệp 
đầu tiên cùng Fullham vào tháng 5 năm 2009 và giúp câu lạc bộ lọt vào Chung kết UEFA Europa League 2010 ở mùa giải tiếp theo.
Vào tháng 1 năm 2010, Smalling đã ký một thỏa thuận với Manchester United và chính thức gia nhập Quỷ Đỏ vào tháng 7 năm 2010. Anh có trận ra mắt trong trận tranh Siêu cúp Anh 2010 với Chelsea, đây cũng là danh hiệu đầu tiên trong sự nghiệp của Smalling. Trong màu áo United, anh có hơn 300 lần ra sân cho câu lạc bộ, giành 2 chức vô địch Premier League, 1 FA Cup, 1 League Cup, 1 UEFA Europa League và 2 Siêu cúp Anh nữa.

## Thống kê sự nghiệp

### Câu lạc bộ
Tính đến ngày 5 tháng 10 năm 2020
| Câu lạc bộ          | Mùa giải            | Vô địch quốc gia    | Vô địch quốc gia | Vô địch quốc gia | Cúp quốc gia | Cúp quốc gia | Cúp Liên đoàn | Cúp Liên đoàn | Châu Âu | Châu Âu | Khác    | Khác   | Tổng cộng | Tổng cộng |
| Câu lạc bộ          | Mùa giải            | Hạng đấu            | Số trận          | Số bàn           | Số trận      | Số bàn       | Số trận       | Số bàn        | Số trận | Số bàn  | Số trận | Số bàn | Số trận   | Số bàn    |
| ------------------- | ------------------- | ------------------- | ---------------- | ---------------- | ------------ | ------------ | ------------- | ------------- | ------- | ------- | ------- | ------ | --------- | --------- |
| Fulham              | 2008–09             | Premier League      | 1                | 0                | 0            | 0            | 0             | 0             | —       | —       | —       | —      | 1         | 0         |
| Fulham              | 2009–10             | Premier League      | 12               | 0                | 1            | 0            | 1             | 0             | 4       | 0       | —       | —      | 18        | 0         |
| Fulham              | Tổng cộng           | Tổng cộng           | 13               | 0                | 1            | 0            | 1             | 0             | 4       | 0       | —       | —      | 19        | 0         |
| Manchester United   | 2010–11             | Premier League      | 16               | 0                | 4            | 0            | 3             | 1             | 9       | 0       | 1       | 0      | 33        | 1         |
| Manchester United   | 2011–12             | Premier League      | 19               | 1                | 2            | 0            | 1             | 0             | 7       | 0       | 1       | 1      | 30        | 2         |
| Manchester United   | 2012–13             | Premier League      | 15               | 0                | 5            | 0            | 0             | 0             | 2       | 0       | —       | —      | 22        | 0         |
| Manchester United   | 2013–14             | Premier League      | 25               | 1                | 1            | 0            | 4             | 0             | 7       | 1       | 1       | 0      | 38        | 2         |
| Manchester United   | 2014–15             | Premier League      | 25               | 4                | 4            | 0            | 0             | 0             | —       | —       | —       | —      | 29        | 4         |
| Manchester United   | 2015–16             | Premier League      | 35               | 0                | 7            | 1            | 2             | 0             | 11      | 1       | —       | —      | 55        | 2         |
| Manchester United   | 2016–17             | Premier League      | 18               | 1                | 4            | 1            | 4             | 0             | 10      | 0       | 0       | 0      | 36        | 2         |
| Manchester United   | 2017–18             | Premier League      | 29               | 4                | 5            | 0            | 3             | 0             | 8       | 0       | 1       | 0      | 46        | 4         |
| Manchester United   | 2018–19             | Premier League      | 24               | 1                | 2            | 0            | 0             | 0             | 8       | 0       | —       | —      | 34        | 1         |
| Manchester United   | 2019–20             | Premier League      | 0                | 0                | —            | —            | —             | —             | —       | —       | —       | —      | 0         | 0         |
| Manchester United   | Tổng cộng           | Tổng cộng           | 206              | 12               | 34           | 2            | 17            | 1             | 62      | 2       | 4       | 1      | 323       | 18        |
| Roma (mượn)         | 2019–20             | Serie A             | 30               | 3                | 2            | 0            | —             | —             | 5       | 0       | —       | —      | 37        | 3         |
| Roma                | 2020–21             | Serie A             | 0                | 0                | 0            | 0            | —             | —             | 0       | 0       | —       | —      | 0         | 0         |
| Roma                | Tổng cộng           | Tổng cộng           | 30               | 3                | 2            | 0            | —             | —             | 5       | 0       | —       | —      | 37        | 3         |
| Tổng cộng sự nghiệp | Tổng cộng sự nghiệp | Tổng cộng sự nghiệp | 249              | 15               | 37           | 2            | 18            | 1             | 71      | 2       | 4       | 1      | 379       | 21        |

1. ↑  Bao gồm Cúp FA, Cúp bóng đá Ý
2. ↑  Bao gồm Cúp Liên đoàn bóng đá Anh
3. 1 2 3  Ra sân tại UEFA Europa League
4. 1 2 3 4 5  Ra sân tại UEFA Champions League
5. 1 2 3  Ra sân tại Siêu cúp Anh
6. ↑  4 trận tại UEFA Champions League, 3 trận tại UEFA Europa League
7. ↑  8 trận và 1 bàn tại UEFA Champions League, 3 trận tại UEFA Europa League
8. ↑  Ra sân tại Siêu cúp châu Âu

### Đội tuyển quốc gia
Tính đến ngày 10 tháng 6 năm 2017
| Đội tuyển quốc gia Anh | Đội tuyển quốc gia Anh | Đội tuyển quốc gia Anh |
| Năm                    | Số trận                | Bàn thắng              |
| ---------------------- | ---------------------- | ---------------------- |
| 2011                   | 2                      | 0                      |
| 2012                   | 1                      | 0                      |
| 2013                   | 3                      | 0                      |
| 2014                   | 6                      | 0                      |
| 2015                   | 6                      | 0                      |
| 2016                   | 11                     | 1                      |
| 2017                   | 2                      | 0                      |
| Tổng cộng              | 31                     | 1                      |

### Bàn thắng quốc tế
| #  | Ngày               | Địa điểm                          | Đối thủ    | Bàn thắng | Kết quả | Giải đấu |
| -- | ------------------ | --------------------------------- | ---------- | --------- | ------- | -------- |
| 1. | 2 tháng 6 năm 2016 | Sân vận động Wembley, London, Anh | Bồ Đào Nha | 1–0       | 1–0     | Giao hữu |

## Danh hiệu

### Câu lạc bộ
Manchester United
- Premier League: 2010–11, 2012–13
- Cúp FA: 2015–16
- Cúp EFL: 2016–17
- FA Community Shield: 2010, 2011, 2013
- UEFA Europa League: 2016–17

AS Roma
- UEFA Europa Conference League: 2021–22

### Cá nhân
- Đội hình tiêu biểu Giải vô địch bóng đá U-21 châu Âu: 2011